# Iso Pirkholma, Nystad
Iso Pirkholma är en ö i Finland. Den har vuxit ihop med Vähä Pirkholma, och via Nisäräinen och Oinassaari med Korsaari. Den har broförbindelse till fastlandet via Tammio och några mindre holmar, och via Korsaari, Iso-Kaskinen m.fl. till Pyhämaa och Pyhäranta. Den ligger i kommunen Nystad, 6,5 km nordväst om stadens centrum, i den ekonomiska regionen Nystadsregionen och landskapet Egentliga Finland, i den sydvästra delen av landet, 210 km väster om huvudstaden Helsingfors.